# Grand Theft Auto IV
Grand Theft Auto IV (abreujat comunament com GTA IV o GTA 4) és un videojoc d'acció i aventura en un món obert desenvolupat per Rockstar North. El videojoc, precedit per Grand Theft Auto: Vice City Stories, és el novè títol de la sèrie Grand Theft Auto i el primer d'aquesta a aparèixer en les videoconsoles de setena generació. Va ser llançat per PlayStation 3 i Xbox 360 a Austràlia, Europa i Amèrica del Nord el 29 d'abril de 2008 i al Japó el 30 d'octubre de 2008. La versió per a Windows del joc va ser llançada a Amèrica del Nord el 2 de desembre de 2008 i a Europa el 3 de desembre. Es van desenvolupar dos episodis descarregables per a Xbox 360, PC i PlayStation 3, el primer va ser The Lost and Damned, llançat el 17 de febrer de 2009, i el segon va ser The Ballad of Gay Tony, que va sortir al mercat el 29 d'octubre de 2009.
La història del joc discorre a Liberty City, una ciutat fictícia basada fortament en la ciutat moderna de Nova York. El protagonista de la trama és Niko Bellic, un veterà de guerra de l'Europa de l'Est, que va emigrar als Estats Units a la recerca del somni americà promès pel seu cosí, però que ràpidament és arrossegat a un submón criminal. Com en altres edicions de la sèrie, el videojoc està compost d'elements de conducció i trets en tercera persona, en un món obert que li dona al jugador més control sobre la seva experiència de joc. GTA IV és el primer joc de consola en la franquícia que té l'opció multijugador en línia de manera nativa sense mods, i conté quinze tipus de jocs.
Un gran èxit comercial i crític, Grand Theft Auto IV va trencar marques en la indústria dels videojocs amb vendes del voltant de 3,6 milions d'unitats en el seu primer dia en el mercat, recaptant més de 500 milions de dòlars en ingressos i 6 milions d'unitats venudes a tot el món, aproximadament, durant la seva primera setmana. El 9 de juny de 2010, Take-Two anuncià que el videojoc havia arribat als 17 milions d'unitats venudes a tot el món. A més, va rebre crítiques generalment positives, convertint-se en un dels videojocs més valorats de tots els temps en llocs web recopilatoris de puntuació com MobyGames, Metacritic i TopTenReviews.

## Argument
Grand Theft Auto IV narra la història de Niko Bellic, un immigrant il·legal i veterà de la Guerra de Bòsnia, després de ser convençut pel seu cosí Roman, que va emigrar a Liberty City anys abans del començament de la història en el joc. Niko decideix abandonar Europa de l'Est amb rumb a Liberty City, on espera oblidar el seu passat criminal. Poc després de baixar del vaixell mercant Platypus que el va portar fins a la ciutat, descobreix que el luxe i la riquesa dels quals li parlava Roman en els seus correus electrònics no existeixen i es troba amb un món de deutes i gàngsters. Niko ajuda a Roman amb els seus problemes i amb la seva empresa de taxis mentre tracta de trobar el seu rumb en la nova ciutat.
Més tard és revelat un dels secrets i raons pels quals Niko va venir a Liberty City, que no és altre que trobar la persona que el va trair tant a ell com a la seva unitat de l'exèrcit: Florian Cravic. Niko crea llaços amb la màfia russa de Liberty City a través d'un dels prestadors de Roman, Vladimir Glebova, per a més tard treballar amb mafiosos més importants com Mikhail Faustin, propietari del club Perestroika, i el seu col·laborador, Dimitri Rascalov. Niko realitza diversos treballs per Faustin, però els excessos d'aquest provoquen que Dimitri ordeni a Niko que l'elimini. Niko assassina a Faustin al Perestroika per encàrrec de Dimitri, però després és traït per aquest. Quan Niko es reuneix amb Dimitri per cobrar els diners promesos per l'assassinat, descobreix que Dimitri estava confabulat amb Rodislav Bulgarin, un antic cap de Niko, que es presenta a la reunió i tracta de matar-lo. Niko fuig de l'emboscada amb l'ajuda de Little Jacob, un comerciant d'armes jamaicà, amic en comú de Roman i Niko. No obstant això, Dimitri i Bulgarin escapen, de manera que Jacob suggereix ocupar-se'n més tard.
Immediatament després, Niko i Roman es veuen obligats a escapar a Bohan quan tant el seu apartament a Hove Beach com l'empresa de taxis són incendiats per ordres de Dimitri. En aquest moment, Roman revela a Niko les seves intencions de casar-se amb la seva nòvia, Mallorie, que treballa com a secretària a la seva empresa de taxis. Desesperat pels diners, Niko va obtenint a poc a poc nous aliats i aconsegueix guanyar grans quantitats de diners en diversos treballs amb una fosca agència governamental sota el nom de UL Paper o mitjançant el corrupte subcomissari de policia Francis McReary, així com amb organitzacions criminals entre les quals s'inclouen el clan irlandès dels germans McReary, el gàngster Playboy X, Dwayne Forge, la traficant de drogues porto-riquenya Elizabeta Torres o la família Pegorino en Alderney (amb Jimmy Pegorino al capdavant, Ray Boccino i Phil Bell). Niko finalment troba a Florian gràcies a Ray Boccino, però quan ell i Roman van al seu apartament descobreixen que Florian ha canviat el seu nom a Bernie Crane, convertit ara en un homosexual assetjat per uns mafiosos, per la qual cosa Niko s'adona que Bernie no és el responsable de la traïció que va patir en els Balcans. És llavors quan a Niko només li queda un sospitós: Darko Brevic.
A mesura que avança la trama, Niko es veu embolicat en un enfrontament múltiple d'interessos per culpa d'un fracàs amb un negoci de diamants de Ray Boccino en què s'impliquen la família Ancelotti, la banda de motoristes The Lost, el clan McReary Bulgarin i els homes de l'empresari nocturn Gay Tony. Més tard, Niko coneix a Phil Bell, amic de Ray, que al seu torn són membres col·laboradors de la decadent família Pegorino d'Alderney, organització amb la qual Niko treballarà fins al final de la trama. Mentre col·labora amb l'organització criminal de Jimmy Pegorino, UL Paper crida a Niko i li ofereix presentar-li a Jon Gravelli, un agonitzant ancià hospitalitzat, però cap de la família Gambetti. Gravelli i UL Paper troben a Darko Brevic a Bucarest i el porten a Liberty City per entregar-lo a Niko, en agraïment pels serveis prestats. Niko avisa Roman i tots dos van al punt de trobada on un furgó els deixa a Darko. Niko s'enfronta a Darko, que s'havia convertit en un drogoaddicte, i li confirma que va ser ell qui va trair als homes de Niko a canvi de diners. El jugador té l'opció d'assassinar en aquest moment a Darko o deixar-lo viure a causa del seu lamentable estat. Després de la trobada, Niko rep una trucada de Pegorino per reunir-se amb ell al local de striptease Honke's d'Alderney. Allà, Pegorino demana a Niko un últim favor: recollir un enviament d'heroïna del major enemic d'en Niko, Dimitri Rascalov.

### Final
La història conté dos possibles finals depenent de l'elecció que el jugador faci en aquest punt del joc. En ambdós finals, Niko veu en Pegorino un enemic per aliar-se tant de prop amb Dimitri, i ambdós antagonistes moren. La diferència fonamental en cada final és la mort o bé de Roman Bellic o de Kate McReary.
Després de la reunió de Niko amb Pegorino en el Honka's, en què aquest li demana que accepti una última missió en la qual ha de negociar amb el seu enemic Dimitri, a Niko se li planteja un problema: acceptar el negoci amb Dimitri per assegurar-se una bona recompensa econòmica -com li aconsella el seu cosí Roman- o no acceptar el negoci -com li demana Kate- i assassinar Dimitri.
Revenge
Si el jugador tria l'opció Revenge («venjança»), Niko planeja una emboscada a Dimitri mentre aquest supervisa un carregament d'heroïna en els molls. S'emprèn una lluita armada al Platypus -el vaixell que va portar el protagonista a la ciutat- i Niko mata a Dimitri. Després de l'incident, Roman es casa amb Mallorie, però Jimmy Pegorino, furiós després de la traïció de Niko, irromp en la celebració a les portes de l'església i mata a l'amor de Niko, Kate McReary. Niko, Roman i Little Jacob segueixen als homes Pegorino, que els porten a un casino abandonat a Alderney. Niko intenta matar Pegorino, però s'escapa a través d'un vaixell a l'Illa de la Felicitat. Niko, Roman i Jacob el segueixen en un helicòpter i Niko, finalment, mata Pegorino després d'haver lamentat a Roman i Jacob el car que li havia sortit viure el Somni americà. Després dels crèdits, Niko rep la trucada de Roman per consolar-lo sobre la pèrdua de la Kate i li comunica que està esperant un fill amb Mallorie, a qui anomenaran Kate si finalment és nena.
Deal
Si el jugador tria l'opció Deal («acord»), comptarà amb el suport total de Roman, que li demana que faci aquest últim tracte per casar-se amb Mallorie, agafar els diners i anar tots tres a Vice City. No obstant això, Niko perdrà tota la confiança de Kate, que no accepta seguir amb un home que valora tant els diners, i no tornarà a veure-la mai més. Niko, doncs, es reuneix amb Phil Bell en els molls per tancar el negoci. Contra tot pronòstic, Dimitri saboteja la seva part del tracte, assassina al comprador i fuig amb l'heroïna, deixant a Niko i Phil dins dels molls amb els enemics furiosos per la traïció. Niko i Phil acorden aconseguir els diners i fugir, després de veure immersos en un tiroteig. Niko rep una trucada de felicitació de Pegorino, que s'ha aliat amb Dimitri. Kate, per la seva banda, crida a Niko i li revela que no vol tornar a veure més i que no assistirà al casament de Roman i Mallorie. Niko va a l'església per assistir al casament del seu cosí i quan el nou matrimoni surt a les portes de l'església, un assassí a sou de Dimitri assalta a Niko per l'esquena, però falla i mata erròniament a Roman. Un devastat i venjatiu Niko s'uneix a Little Jacob per matar a Dimitri, que s'amaga en un casino abandonat en Alderney. Allà, Dimitri mata Pegorino i escapa a l'Illa de la Felicitat en helicòpter. Niko i Little Jacob emprenen una persecució en llanxa i després en helicòpter i donen caça a Dimitri, que mor a mans de Niko. La història finalitza amb un tret de comiat a l'Estàtua de la Felicitat, en un plujós dia i amb un destrossat Niko preocupat per la seva ànima. Després de matar a Dimitri, Niko rep les trucades dels seus amics lamentant la pèrdua de Roman, entre elles la de Kate. Finalment, una desconsolada Mallorie s'acomiada de Niko per telèfon lamentant la vida que han portat els dos cosins i que li ha acabat costant la vida al seu marit. A més, revela a Niko que es troba esperant un fill de Roman.

## Ambientació
GTA IV pren lloc en una redissenyada Liberty City pel que fa a la seva última aparició cronològica en el Grand Theft Auto III i es basa en quatre barris de Nova York i parts de Nova Jersey. Broker és l'equivalent en GTA IV de Brooklyn; Manhattan és ara anomenat Algonquin; Queens és Dukes, el barri de Bronx és Bohan, i Nova Jersey és Alderney. L'àrea total del mapa és una mica més petita que el de Grand Theft Auto: San Andreas, però la nova reedició de Liberty City és més detallada, ja que es va arribar, fins i tot, a filmar la llum solar real de la ciutat de Nova York i traslladar-la a Liberty City.
En el videojoc apareixen nombroses referències directes a Nova York com l'Estàtua de la Llibertat, que és retratada en Liberty City com l'Estàtua de la Felicitat i que sosté una tassa de cafè a la mà, o el Times Square, que en Liberty City té la seva versió al Star Crossing. Entre els edificis més representatius destaquen el famós Empire State Building, retratat com Rotterdam Tower, la Seu de l'Organització de les Nacions Unides és el Comitè de la Civilització, el MetLife Building és el GetaLife Building i el Pont de Manhattan és el Pont d'Algonquin, per citar alguns exemples. Central Park apareix retratat en el joc com Middle Park. D'altra banda, també existeixen al·lusions a organitzacions, institucions o empreses com el Bank of America que en GTA IV és el Bank of Liberty, Fox News és Weazel News i l'FBI és el FIB.
Staten Island no va ser inclòs en el joc per la raó que els desenvolupadors creien que no tindria diversió jugar allà. Dan Houser també va declarar que no hi hauria «punts morts» o «espai irrellevant» en Liberty City com n'hi va haver en els deserts i camps al San Andreas. Els transeünts són més intel·ligents, diversos, i interessants, usant els seus telèfons mòbils, caixers automàtics, menjant, bevent refrescos, llegint diaris i interaccionant els uns amb els altres, molts d'ells amb actituds altaneras. També apareixen captaires en carrerons fregant les mans al foc, asseguts contra la paret o demanant almoina. Els fluxos de transeünts i trànsit difereixen segons l'hora i clima.

## Personatges
Els personatges que apareixen en Grand Theft Auto IV són relativament variats i estan relacionats amb els respectius districtes de Liberty City, i són, a més, pertanyents a diferents grups ètnics com: italians, irlandesos, russos, jamaicans o porto-riquenys, entre d'altres. El jugador controla a Niko Bellic, un immigrant arribat als Estats Units procedent d'Europa de l'Est. Segons va assegurar Dan Houser, «cap dels personatges dels anteriors jocs ha tornat, ja que estan tots morts».
També a diferència d'altres edicions, en Grand Theft Auto IV no s'inclou el doblatge de cap celebritat, es va optar per actors menys coneguts com a Michael Hollick, Jason Zumwalt, Anthony Patellis, Moti Margolin, Thomas Lyons, Timothy Adams i Coolio Ranx. No obstant això sí que apareixen diversos famosos prestant la seva veu com a DJ de les diferents emissores de Liberty City com el cantant de punk Iggy Pop, el dissenyador Karl Lagerfeld, la cantant i actriu Juliette Lewis, el cantant de reggaeton porto-riqueny Daddy Yankee, la celebritat ucraïnesa Ruslana Lyzhychko; els DJ reals, DJ Premier, DJ Green Lantern i Lazlow, o els còmics reals Katt Williams i Ricky Gervais, que apareixen al Club de la Comèdia i en entrevistes a la radio. Hi ha també altres còmics com: Jim Norton, Patrice Oneal o Rick Shapiro.

## Sistema de joc

El combat a Grand Theft Auto IV va ser reelaborat per incloure un sistema de cobertura.

Grand Theft Auto IV està estructurat de manera similar als anteriors jocs de la sèrie. El nucli del joc consisteix en elements d'un joc de trets en tercera persona i de conducció, brindant al jugador un ambient ampli i obert amb llibertat de moviments. A peu, el personatge del jugador és capaç de caminar, córrer, nedar, saltar i enfilar-se, així com utilitzar armes i combatre cos a cos. El jugador pot robar i conduir una gran varietat de vehicles, incloent: cotxes, vaixells, helicòpters i motocicletes. Grand Theft Auto IV pren avantatge del Natural Motion del motor Euphoria, que combina intel·ligència artificial, biomecàniques i físiques per fer el comportament i l'adaptació de moviments dels personatges més realistes.
L'ambient obert i no lineal permet al jugador explorar i escollir com vol jugar. Tot i que les missions són necessàries per progressar a través del joc i desbloquejar certes parts del mapa i contingut, el jugador pot completar quan vulgui. Quan no s'està desenvolupant una missió, el jugador pot passejar lliurement per tota la ciutat. No obstant això, crear estralls pot originar una atenció no desitjada i potencialment fatal de les autoritats. Niko pot contractar prostitutes i pagar per tres nivells diferents de serveis sexuals, o bé demanar un ball eròtic mentre visita clubs d'striptease. El joc ofereix una representació poc detallada dels actes sexuals amb prostitutes, i no hi ha nuesa sexualizada.
És possible tenir múltiples missions actives, ja que algunes missions continuaran sobre el curs de diversos dies i requeriran que el jugador esperi per les següents instruccions. A més, inclou una novetat que consisteix a poder participar en una gran varietat de missions amb personatges aleatoris que el jugador troba pels carrers de Liberty City. Per primera vegada en la sèrie, Grand Theft Auto IV té "opcions morals" en diversos punts durant el joc, en què el jugador és forçat a decidir entre matar un personatge o perdonar, o bé triar la mort d'un personatge o un altre (entre dues possibles), la qual cosa pot influir, o no, en el desenvolupament posterior de la historia. El joc té dos finals diferents, que són determinats per la decisió final que té lloc en un punt concret de la trama: el jugador pot escollir entre una missió de venjança o una missió de tracte, i cadascuna condueix a un final diferent.
La conducció de vehicles s'ha actualitzat amb l'opció del drive-by que pot realitzar el jugador, a diferència de jocs anteriors on només la IA podia realitzar trets des d'un cotxe en moviment. Niko pot utilitzar una pistola, un subfusell o una magrana en disparar des de l'automòbil. Aquesta regla s'aplica també a les llanxes. En disparar des del vehicle, el jugador és capaç de fer que les persecucions siguin el més realistes possibles, ampliant d'aquesta manera el nivell de combat. D'altra banda, les úniques aeronaus que s'inclouen en el videojoc són els helicòpters Maverick i Annihilators, ja que els desenvolupadors van descartar en aquesta distribució l'opció d'incloure avions davant la decepció dels seguidors, ja que el trànsit aeri va ser restringit a Manhattan després dels atemptats de l'11/S i amb això els desenvolupadors aconseguien major realisme amb la ciutat novaiorquesa.

### Combat i resposta policial
El sistema de combat amb armes ha estat revisat a un millor esquema en tercera persona. El jugador pot lliscar per cobrir-se, disparar a cegues o, com a última opció, apuntar lliurement. Quan està en la mira, la salut de l'objectiu apareix indicada per vuit segments dins del cercle de l'objectiu (el qual és blanc). Aquests segments poden ser blancs (si l'objectiu és un civil/no atacant o no agressiu) o vermell (autoritats/objectius hostils o d'assassinat). Addicionalment, si l'objectiu està usant una armilla antibales hi haurà un cercle blau d'armadura més petit addicional dins del cercle de salut, mostrant l'estat del blindatge de l'objectiu. A més, Niko pot realitzar «execucions cinemàtiques». Això només és possible quan el cercle de l'objectiu es torna vermell; només pot ser efectuat amb una pistola i únicament a certs personatges/situacions. Els jugadors ara poden apuntar a parts individuals del cos usant un modern sistema de blancs. La salut d'en Niko està representada per un semicercle verd al costat esquerre del minimapa, mentre que un semicercle blau a la dreta representa el seu blindatge.

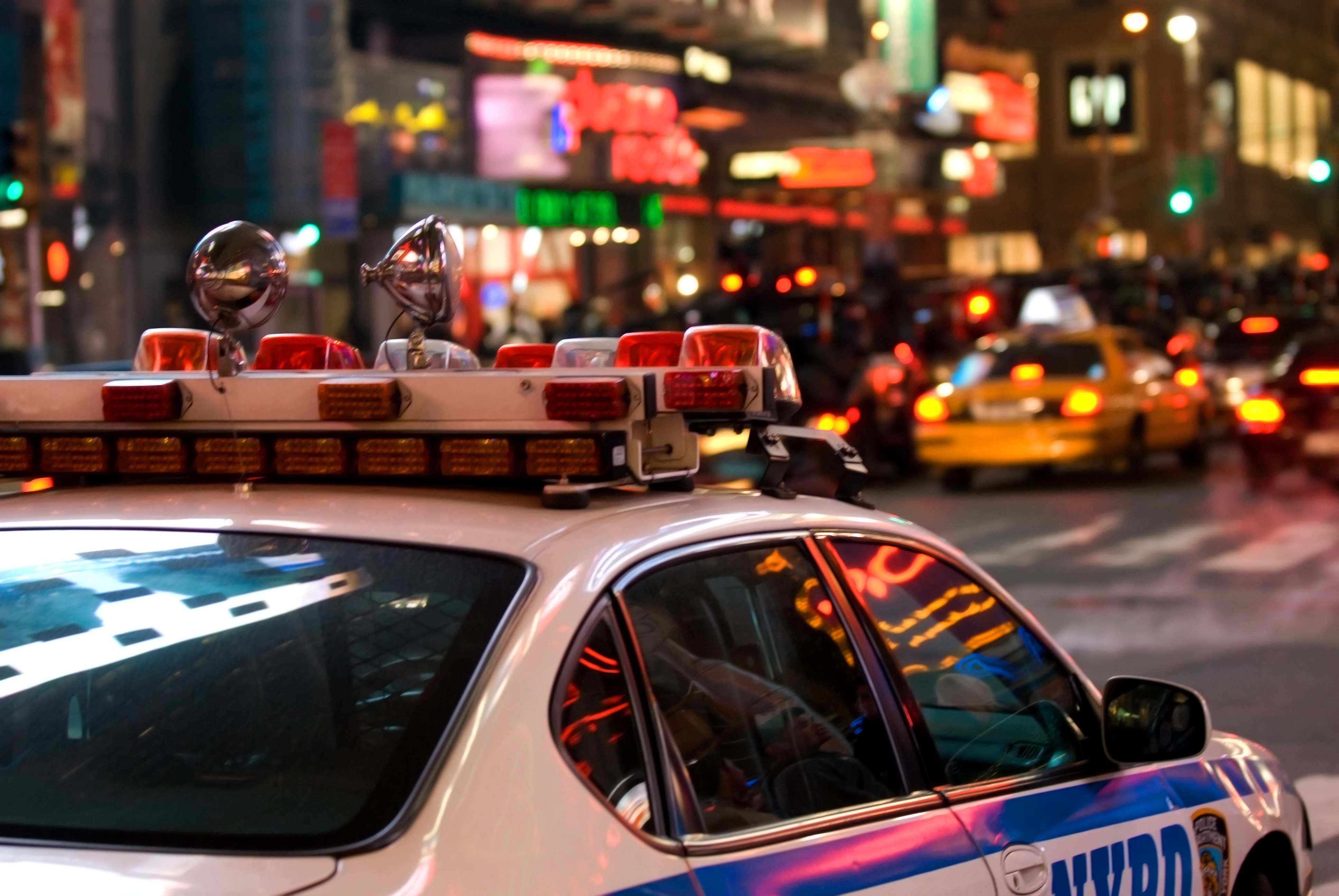
Un vehicle del NYPD similar al del videojoc patrullant a Times Square, anomenat en Liberty City com Cruïlla Estrella.

Si Niko resulta ferit pot recuperar la seva salut utilitzant els serveis d'una prostituta, menjant, bevent refrescos, dormint, usant kits mèdics o amb el telèfon mòbil per trucar als paramèdics, o també a una de les novies de la història -Carmen Ortiz- que té l'habilitat de proporcionar un petit augment de salut a Niko cridant-la amb el mòbil. També existeixen petites ferides físiques com caigudes, atropellaments per vehicles, sortir pel parabrisa d'un vehicle en un accident de trànsit i, per descomptat, trets o explosions. El blindatge corporal és gradualment danyat només per trets, explosions i ganivetades. Quan el nivell de salut del protagonista arriba a zero, aquest reapareix a l'hospital més proper, però perd part dels seus diners total en concepte de despeses mèdiques. Tot i això, no es perden les armes després de reaparèixer en un hospital, però si que seran confiscades si és arrestat i portat a la comissaria.

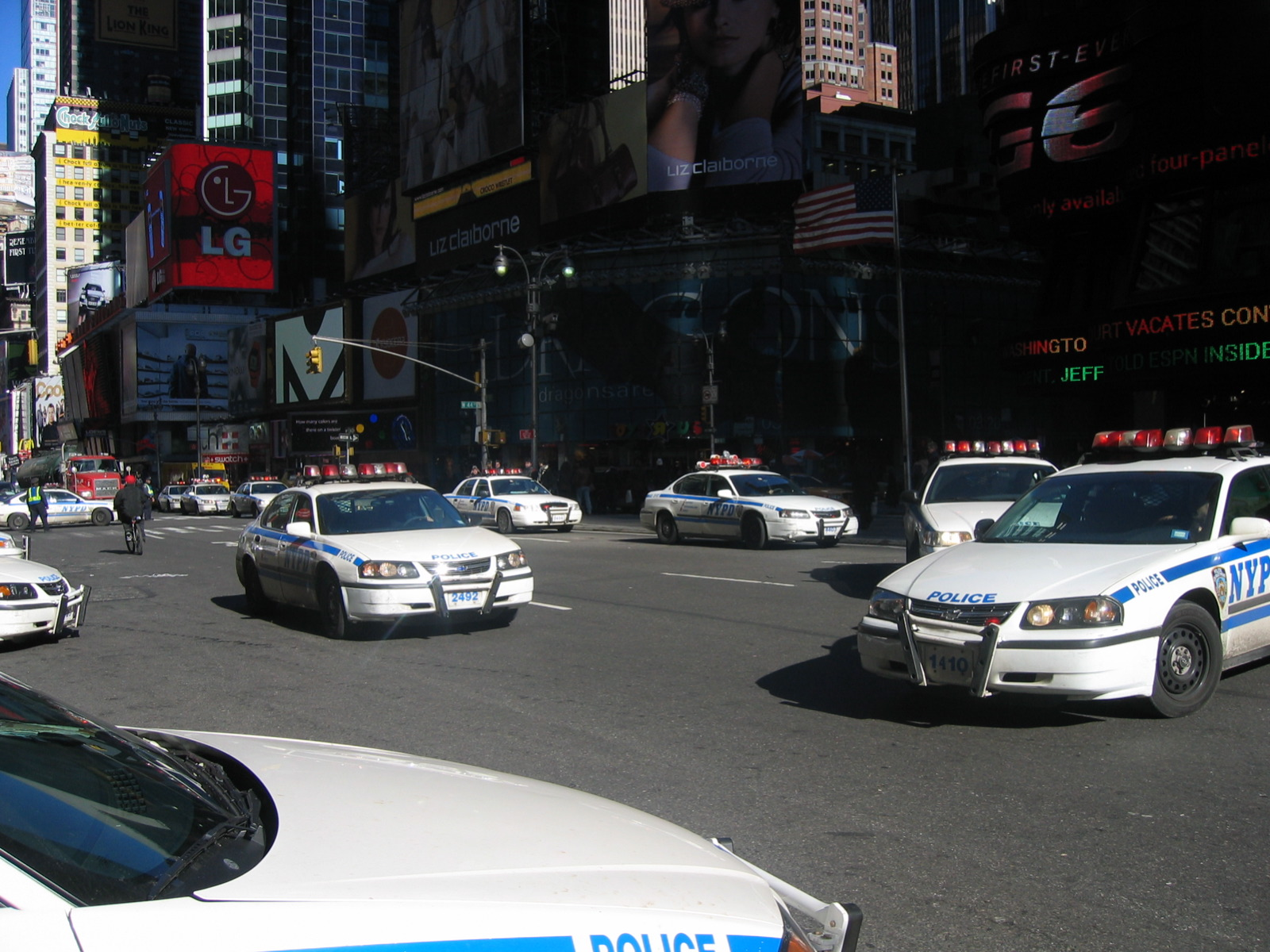
La policia de Liberty City bloquejarà els carrers principals quan el nivell de recerca arribi a les tres estrelles.

Els nivells de cerca operen de diferent manera que en les anteriors entregues de la sèrie. Quan la policia està perseguint a Niko, apareix un radi de recerca al mapa, dins del qual les forces de l'ordre públic l'estaran buscant. La mida del radi s'incrementa a mesura que augmenta el nivell de recerca del jugador, i es reposiciona en el lloc quan la policia veu a Niko. El jugador pot evadir a la policia escapant del radi de cerca i temporalment mantenir un perfil baix si no comet cap nova infracció. Els nivells de cerca poden desaparèixer si Niko condueix el seu vehicle a un «Pay 'N' Spray», com en jocs anteriors, o ocultant a si mateix mitjançant el canvi clandestí de vehicles en àrees buides com en garatges o estacionaments. No obstant això, entrar a un «Pay 'N' Spray» no farà desaparèixer els nivells si la policia veu a Niko entrant al garaje. El jugador té l'opció d'intentar escapar de l'arrest abans que sigui emmanillat, però amb el cost d'incrementar el seu nivell de recerca en una estrella més. A més, els vianants amb mòbils poden denunciar els crims que puguin presenciar.
El tipus de resposta policial també difereix lleugerament dels anteriors jocs del GTA, però, malgrat tot, com més caos s'hagi, major i més severa serà la resposta policial. Crims «menors» com assalts, mostrar una arma en públic, llançar objectes a vianants o involucrar-se en baralles amb ciutadans continuen sent manejats per patrulles policials. Nivells més alts de cerca activen equips de suport amb helicòpters de la policia, vaixells i agents del FIB (Federal Investigation Bureau-una paròdia de l'FBI en GTA IV). No obstant això, la policia SWAT i els militars no apareixen amb alts nivells de recerca, com es podia apreciar en jocs anteriors de la sèrie, i van ser reemplaçats en aquesta ocasió per un equip antiterrorista d'elit conegut com a Noosa (National Office of Security Enforcement), fusió entre SWAT i el Departament de Seguretat Nacional dels Estats Units. La IA de les forces de l'ordre ha estat millorada, i ara la policia farà servir mesures més agressives, fins i tot amb dues estrelles. La dificultat per escapar d'una persecució farà que un simple escapament pugui finalitzar en l'ús de barricades i bloquejos.

#### Armes
A continuació es mostren les armes disponibles en el videojoc:
- Ganivet: Molt útil en el combat cos a cos, a més que a l'esquivar i contraatacar el seu dany és letal.
- Bat de beisbol: Encara millor que el ganivet en certes situacions, és capaç de trencar grans cristalls, però és una mica més lent de moviments.
- Glock 17: Tot i portar un carregador il·legal de 17 bales, la seva potència és molt baixa, encara que amb un tret precís al cap, causa la mort.
- Desert Eagle: Molt potent, però té un carregador legal de només nou bales. És força útil en combats tant a curta com a gran distància.
- Uzi: Bastant imprecisa en disparar amb ràfegues prolongades, el seu avantatge és tenir la major quantitat de bales de totes les armes.
- MP5: Subfusell més potent i també més precís que la uzi, però amb menor nombre de munició.
- Spas-12: Escopeta corredissa mortal a curta distància, però inútil a mitjana distància. La seva capacitat és de vuit cartutxos, menor que l'escopeta Remington
- Escopeta Remington: Escopeta de combat precisa a mitjana distància, i també mortal a poca, la seva capacitat és de deu cartutxos.
- AK-47: Rifle d'assalt molt potent, augmenta la seva precisió en disparar en ràfegues curtes i la seva capacitat d'acostament en mode zoom és notable.
- Carrabina M4: Excel·lent arma en situacions de combat, les seves bales són una mica més poderoses que les del AK-47 en les mateixes distàncies.
- Fusell de franctirador: Un tret precís d'aquesta arma al cap és mortal, tot i que la seva cadència cíclica és molt lenta.
- PSG-1: No tan potent com el rifle de franctirador però molt efectiu en combat causa de la seva cadència.
- RPG-7: L'arma amb major dany en el joc. Al disparar-se, viatja en cercles provocant que exploti gairebé amb qualsevol objectiu, el seu inconvenient és que, si el míssil rep un tret, aquest explotarà en l'aire. A més no és útil a l'aigua, ja que s'enfonsa i explota més lluny d'on és disparat.
- Còctel Molotov: Incendi a qualsevol persona fins a provocar-li la mort, també rebenta els pneumàtics de qualsevol vehicle.
- Granada de mà: Letal i molt efectiva en combat a curta i mitjana distància, explota a qualsevol vehicle, i roda fent molt difícil escapar d'elles.

### Comunicació
L'ús del telèfon mòbil s'ha expandit per realitzar múltiples accions i ara té un rol fonamental en el desenvolupament de la història. Mitjançant el mòbil, el jugador pot veure missatges de text i anotacions, així com organitzar trobades amb amics per a activitats i, fins i tot, reintentar missions fallides accedint al menú. El jugador pot fer fotos amb el telèfon mòbil i carregar-les a l'ordinador de la policia durant certes missions. Niko pot marcar el 911 per trucar a la policia perquè arrestin a un atacant, o que perdin el temps amb una trucada falsa. També pot contactar amb els paramèdics i els bombers. Els paramèdics, després d'arribar, són capaços de curar Niko completament. El cost és el mateix que el tractament en un hospital. A més, el telèfon permet l'accés a la manera multijugador i l'editor de vídeos (PC).
El joc té també la seva pròpia xarxa d'Internet, que compta amb al voltant de cent llocs web creats expressament per Rockstar North per Grand Theft Auto IV. El jugador pot connectar-se a Internet mitjançant qualsevol ordinador que estigui disponible o en la cadena de cibercafès «tw@», que compta amb diversos establiments al llarg de la ciutat. Niko pot enviar i rebre correus electrònics, rebre tot tipus de correu brossa i organitzar cites amb noies a través de xarxes socials. Encara que el cibercafè va ser introduït en Grand Theft Auto III, no tenia l'opció de navegar per Internet. En un cotxe patrulla, Niko pot fer ús d'un ordinador policial incorporat en el vehicle per accedir a la base de dades dels criminals més buscats de Liberty City, descobrir informació sobre ells i fins i tot matar-los per completar les missions secundàries de vigilant. El joc també té programes de televisió, amb diversos canals amb programes, anuncis i un documental sobre la història de Liberty City. També, mitjançant el telèfon mòbil, es poden activar els trucs, que engloben des de vida, fins helicòpters i tota mena de vehicles.

### Multijugador
Grand Theft Auto IV inclou contingut multijugador en línia, amb 15 maneres disponibles. El multijugador suporta fins a 16 jugadors (32 en la versió per a PC) i permet als jugadors explorar la ciutat sencera. Els jugadors usen un personatge personalitzat en la majoria de les maneres, i els diners guanyats durant el joc es trasllada a un compte en què el personatge disposa de més roba, depenent del nivell. Els amfitrions de jocs poden controlar moltes variables, com la presència policial, el trànsit, i les armes. El joc no té cap pantalla partida o maneres de joc multijugador en una xarxa d'àrea local en consoles, però la versió per a PC sí que té suport per a LAN.
Hi ha diverses formes de joc disponibles. Els jocs per equips inclouen; "Partida a mort", fins a vuit jugadors i guanya el que més diners acumula; "Partida a mort per equips", on 2-8 equips competeixen per acumular la major quantitat de morts en un joc de combat tradicional, "Encàrrec de la Mafiya" i "Encàrrec de la Màfia per equips", en el qual fins a 8 equips competeixen per completar contractes per a la Mafiya, com escortar/matar objectius o robar cotxes; "Robatori de cotxes" i "Robatori de cotxes per equips", on 2-8 equips competeixen per robar cotxes i guanyar diners per mantenir-los intactes; "Policies i lladres", un equip de policies ha de competir contra un equip de criminals (on també hi ha variacions com "Tots per a un" -requerint que els policies matin al "cap" criminal abans que sigui portat al punt d'extracció -; "Guerra de territoris", involucrant a dos equips que competeixen pel control d'àrees designades del mapa i controlar el màxim de temps possible; "Carrera" i "Carrera GTA", on el jugador tria el tipus de vehicle i, a manera clàssica, guanya el primer a arribar -en la manera "Carrera GTA" es permet l'ús d'armes de foc-; "Trencatractes", que consisteix a arruïnar les negociacions dels motoristes i la Màfia italiana; "Bombardejar la Base II", en el qual el jugador ha robar explosius i col·locar-los en helicòpters i vaixells; "Centre de Seguretat Nacional", on Kenny Petrovic encarrega als jugadors que eliminin els policies que el segueixen, i, finalment, el "Mode lliure", en què setze persones com a màxim disposen de tot el mapa de Liberty City per jugar lliurement.

## Banda sonora
Com en anteriors jocs de la sèrie Grand Theft Auto, GTA IV té una banda sonora que pot ser escoltada a través de l'estacions de ràdio mentre el jugador està en un vehicle. Liberty City està proveïda de divuit estacions de ràdio, tres de les quals són estacions de discussió. Les altres estacions tenen música d'una gran gamma de gèneres. Hi ha inclusions notables a la banda sonora del joc, com: Smashing Pumpkins, Thin Lizzy, Seryoga, Bob Marley, Calle 13, Don Omar, Ruslana, Buju Banton, Electric Light Orchestra, The Who, Queen, Black Sabbath, Philip Glass, Jean Michel Jarre, Kanye West, R. Kelly, Daddy Yankee, Lloyd, Genesis, Elton John, Wisin & Yandel, ZZ Top, R.E.M., Ne-Yo i Barry White. El tema principal (música de la introducció) de Grand Theft Auto IV és "Soviet Connection" composta per Michael Hunter, que també va compondre el tema per Grand Theft Auto: San Andreas.
El joc utilitza un sistema de música similar al de Grand Theft Auto: San Andreas. En els primers jocs de la sèrie, cada estació de ràdio era essencialment un fitxer de so repetit, tocant les mateixes cançons, anuncis i propaganda en el mateix ordre cada vegada. Amb les estacions de ràdio en Grand Theft Auto IV, cada arxiu de so està separat, i són "barrejats" a l'atzar, permetent que les cançons es reprodueixin en ordres diferents, que els anuncis per les cançons siguin diferents cada vegada, i els esdeveniments de l'argument s'esmentin en les estacions. Certes cançons estan també editades per incorporar referències a la fictícia Liberty City.
A causa d'una associació entre Rockstar Games i Amazon.com, els jugadors són capaços de comprar MP3 en el món real a través del mòbil de GTA IV. Els jugadors poden marcar cançons a la ràdio que els agradi marcant zit-555-0100 al telèfon d'en Niko. Rebran un missatge de text amb el nom de la cançó i l'artista. Si un jugador està registrat en el lloc web Rockstar Games Social Club rebrà un correu electrònic en el món real amb un vincle a la llista de cançons d'Amazon.com on totes les cançons marcades pel jugador estan llestes i disponibles per comprar.

## Desenvolupament
El treball en Grand Theft Auto IV va començar el novembre del 2004, gairebé immediatament després del llançament de Grand Theft Auto: San Andreas. Prop de 150 desenvolupadors de jocs van treballar en Grand Theft Auto IV, dirigits per membres principals de l'equip de Grand Theft Auto III. El joc fa servir RAGE, motor de joc propietat de Rockstar, que va ser prèviament usat en Rockstar Table Tennis, en combinació amb el motor d'animació Euphoria. En comptes d'animacions pre-escrites, Euphoria va usar animació de procediment per controlar la forma en què el jugador es movia, aconseguint moviments més realistes en el personatge. El motor Euphoria també permet que els PNJs reaccionin d'una manera realista a les accions del jugador. En un avanç, un jugador va colpejar a un PNJ cap a una finestra i aquest es va agafar de la vora per aturar la seva caiguda. A més, el joc fa servir "middleware" d'Image Metrics per facilitar expressions facials intricades i facilitar el procés d'incorporar sincronització amb els llavis. El fullatge en el joc va ser produït a través de SpeedTree.

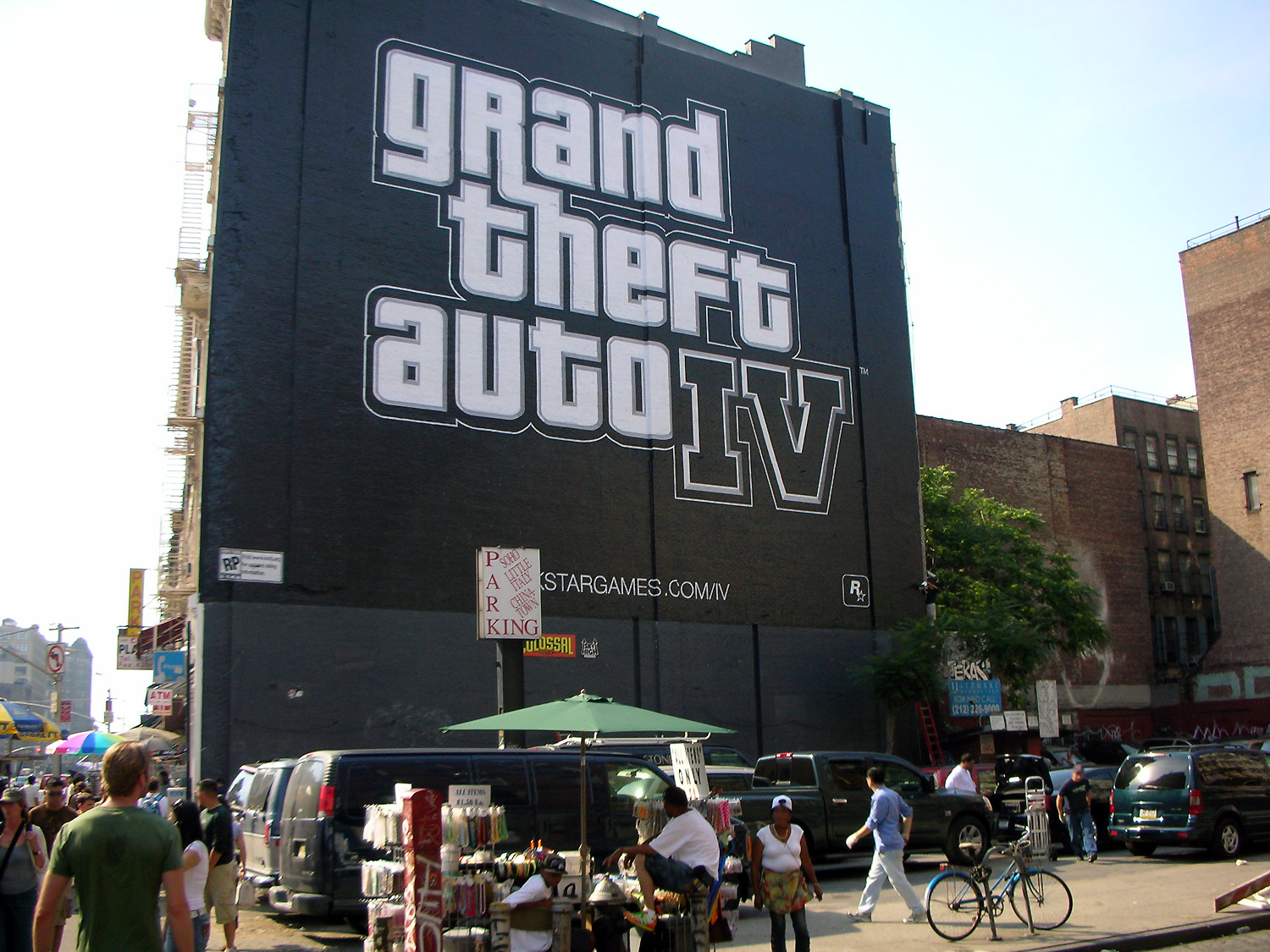
Mural en Chinatown (Manhattan), juliol de 2008.

Grand Theft Auto IV va significar un canvi en la sèrie cap a un estil i to més realista i detallat, en part un resultat de la transició a consoles que ofereixen gràfics en alta definició i les noves i millorades capacitats d'aquests consoles. El cofundador de Rockstar, Dan Houser, va assegurar que "el que estem prenent com el nostre lema en GTA IV és la idea que l'alta definició realment significa. No només en termes gràfics, que òbviament estem aconseguint, sinó en termes generals de tots els aspectes de disseny. […] Intentar fer alguna cosa més realista, més compacte, però retenint encara la coherència global que altres jocs tenien". El director artístic, Aaron Garbut, va dir que una de les raons per la qual van decidir establir el joc en Nova York és perquè "tots sabem com impressionant, diversa, vibrant i cinematogràfica és la ciutat". Per la seva banda, Dan Houser ha afegit que una altra de les raons va ser que "estàvem treballant en alta definició i sabíem que necessitaríem un munt d'investigació, volíem estar en algun lloc on tinguéssim un punt de suport". Els desenvolupadors, conscientment, van evitar crear una recreació fidel de la ciutat de Nova York, ja que, com va reconèixer Dan Houser, "el que sempre hem tractat de fer és elaborar una cosa que llueixi realisme i tingui les qualitats d'una ambient real, però també és divertit des d'una perspectiva de disseny de joc". La interpretació de Liberty City a Grand Theft Auto IV està més detallada que en anteriors versions i és la ciutat individual més gran en de serie. Tot i que el mapa és més petit que a San Andreas, Liberty City és comparable a la primera pel que fa al "nivell de verticalitat de la ciutat, el nombre d'edificis en el qual pots entrar i el nivell de detall d'aquests edificis" que es prenen en conte. La meta per Liberty City era no tenir punts morts o espais irrellevants, com els camps de Sant Andreas. Per aconseguir un ambient realista, l'equip Rockstar North, amb seu a Edimburg, Escòcia, va fer dos viatges de recerca a Nova York: un al començament del projecte (el qual és habitual en tota la sèrie GTA) i un altre, posteriorment, més curt durant el desenvolupament del videojoc. Un equip d'investigació a temps complet a Nova York va treballar recopilant informació que dotés de gran realisme a la ciutat, com la composició ètnica dels barris o la filmació de models de trànsit reals.
La història de Grand Theft Auto IV va ser escrita per Dan Houser i Rupert Humphries. A diferència d'anteriors lliuraments de Grand Theft Auto, amb una forta influència cultural i no cinematogràfica, "GTA IV no té realment cap influència cinematogràfica", segons va afirmar Dan Houser. "L'assumpte no és tractar de fer un homenatge amorós o referenciar altres coses. És referenciar al lloc real per si mateix". Houser també va assenyalar que "en termes del personatge, volíem una cosa que fos natural i nou, però no alguna cosa que fos derivada d'una pel·lícula".

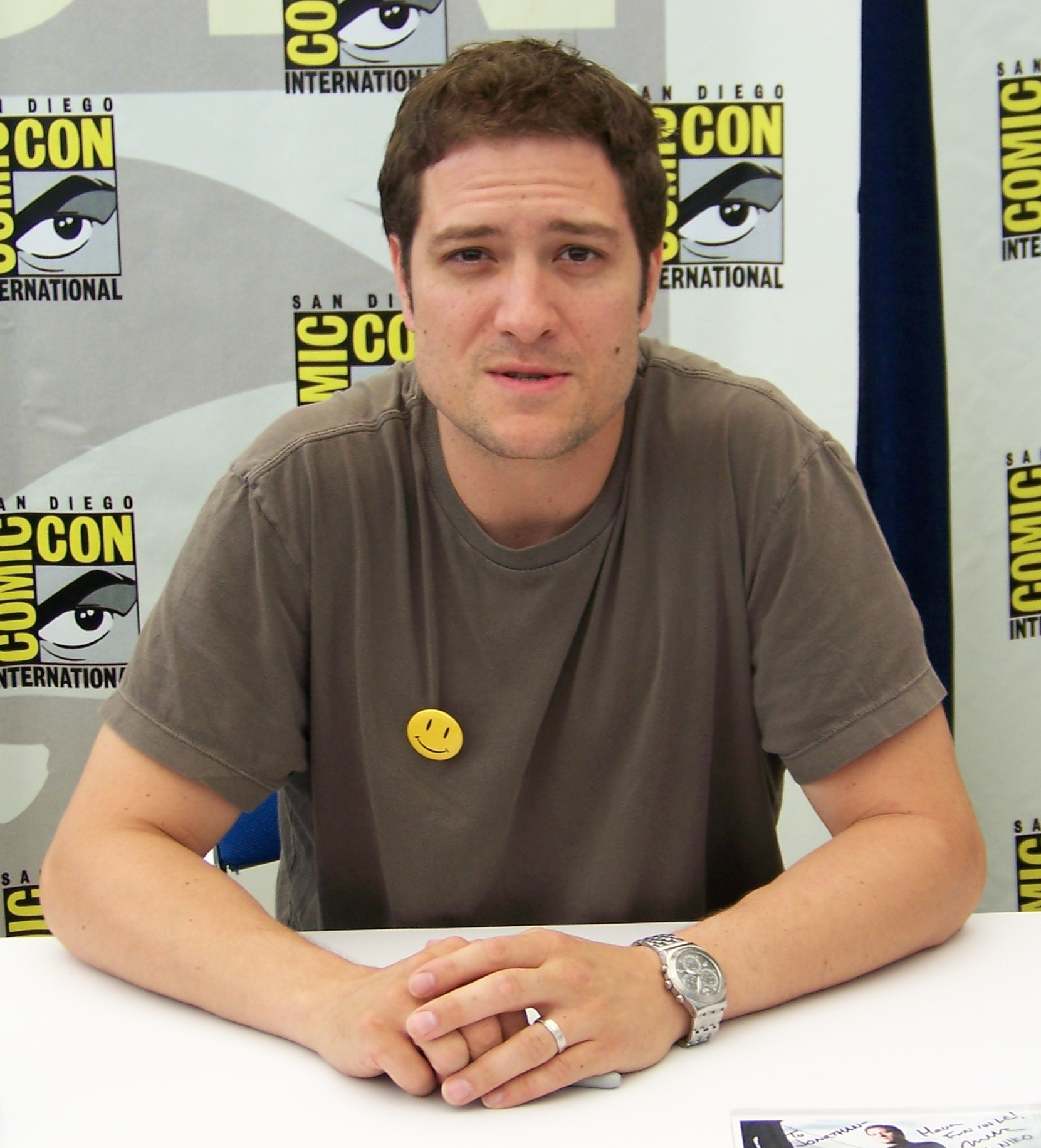
Michael Hollick va posar la seva veu al personatge de Niko Bellic, el qual li va valer per guanyar el premi a la Millor Interpretació Humana en els Spike Video Game Awards de 2008.

El supervisor de la música de GTA IV, Ivan Pavlovich, va dir que "havíem de triar les cançons que componen Nova York com és avui, però pot estar segur que no quedarà antiquat per al dia en què el joc surti a la venda". Els desenvolupadors van contactar amb més de 2.000 persones per tal d'obtenir el registre i els drets de publicació. Fins i tot va contractar a un investigador privat per localitzar els familiars del mort membre de Skatt Bros, Sean Delaney, per obtenir la llicència de la cançó de la banda, "Walk the Night". Citant fonts pròximes a l'acord, la revista Billboard va informar que Rockstar va pagar fins a 5.000 dòlars per la composició i 5.000 dòlars per la gravació de cada cançó. Els desenvolupadors originalment van considerar deixar als jugadors comprar música en una botiga de discos en el joc i permetre que Niko tingués un reproductor de MP3, però totes dues idees van ser descartades. El tema principal de Grand Theft Auto IV és "Soviet Connection", de Michael Hunter, que ja va compondre el mateix de Grand Theft Auto: San Andreas. Entre les personalitats que van prestar les seves veus per locutors de ràdio s'inclouen al dissenyador de moda Karl Lagerfeld, els músics Iggy Pop, Femi Kuti, Jimmy Gestapo i Ruslana, més del locutor real de ràdio Lazlow Jones. DJ Green Lantern va produir cançons exclusivament per a l'estació de ràdio hip-hop The Beat 102.7. Bobby Konders, que presenta l'emissora Massive B Soundsystem 96.9, va viatjar a Jamaica expressament per aconseguir artistes dancehall i tornar a gravar les pistes que feien referències als barris de Liberty City.
El llavors vicepresident de Microsoft, Peter Moore, va anunciar en l'E3 2006 que el videojoc apareixeria per a Xbox 360 mentre mostrava al públic un tatuatge temporal de GTA IV. Inicialment, Rockstar Games semblà comprometre amb la data de sortida del 16 octubre 2007, però, l'analista de Wedbush Morgan, Michael Pachter suggerí que Take-Two podria inclinar-se per enrederir el llançament del videojoc per impulsar els seus resultats financers el 2008 i evitar així la competència amb el llançament d'altres títols molt esperats, com Halo 3. Rockstar reaccionà assegurant que Grand Theft Auto IV es mantindria en la seva sortida per "finals d'octubre". No obstant això, el 2 d'agost del 2007, Take-Two anuncià que Grand Theft Auto IV no sortiria en la seva data de llançament original de 16 d'octubre de 2007, en contra de les seves declaracions anteriors, es podria veure ajornada la sortida del videojoc durant el segon trimestre fiscal (febrer-abril) del 2008. En una conferència posterior amb els inversors, Strauss Zelnick de Take-Two atribuí la demora a "problemes gairebé estrictament tecnològics ... no problemes, sinó reptes". Es va posar de manifest que les dificultats tècniques amb la versió de PlayStation 3 van contribuir a la demora, juntament amb els problemes d'emmagatzematge en la consola Xbox 360. El 24 de gener de 2008, Take-Two anuncià que Grand Theft Auto IV seria llançat el 29 d'abril de 2008. Com s'acostava la data de llançament, Rockstar Games i Take-Two explotaren la comercialització del joc de forma molt intensa i de diverses formes, incloent anuncis de televisió, vídeos a Internet, tanques publicitàries, màrqueting viral i un lloc web redissenyat. En una junta d'accionistes de Take-Two el 18 d'abril de 2008, Ben Feder, conseller delegat de Take-Two, anuncià que GTA IV ja estava en la "fase daurada" i estava "en la producció i en els camions en ruta als minoristes". En general, Grand Theft Auto IV va necessitar a més de 1.000 persones i més de tres anys i mig per dur-se a terme, amb un cost total estimat en aproximadament 100 milions de dòlars, el qual el va convertir en el videojoc més car mai desenvolupat.

### Continguts descarregables

#### Primer contingut descarregable
Rockstar Games va desenvolupar Grand Theft Auto IV: The Lost and Damned. L'episodi se centra en Johnny Klebitz, membre del grup de motoristes de Liberty City The Lost i que apareix en algunes missions de Grand Theft Auto IV al costat de Niko Bellic. Dan Houser, vicepresident del desenvolupament creatiu en Rockstar Games, va afirmar que l'episodi mostraria "una banda diferent de Liberty City". El preu del contingut és de 1.600 Microsoft Points (20 €). Jeroni Barrera, Vicepresident de Desenvolupament de Productes de Rockstar Games, va dir que els episodis serien un experiment perquè no estaven segurs de si hauria prou usuaris amb accés al contingut en línia en Xbox 360. El gerent de finances de Take-Two Interactive, Lainie Goldstein, va revelar que Microsoft estava pagant un total de 50 milions de dòlars pels primers dos episodis.
El contingut va ser anunciat durant la conferència de premsa de Microsoft en la E3 del 9 de maig de 2006. Peter Moore, aleshores cap de la divisió Interactive Entertainment Business de Microsoft, va descriure el contingut descarregable com "paquets episòdics èpics, i no només un cotxe o un personatge extra". Una comunicat de premsa durant la conferència assegurava que els paquets afegirien "hores d'un joc completament nou". El 20 de febrer de 2008, va ser oficialment anunciat que el contingut extra seria introduït a començaments d'agost del mateix any. Com a part dels seus informes financers del seu segon trimestre, Take-Two anuncià que el contingut descarregable havia estat endarrerit i seria llançat durant el primer trimestre del seu any financer del 2009 (novembre de 2008-gener de 2009). El 13 de novembre del 2008 el president executiu de Take-Two, Strauss Zelnick, va dir que mentre estaven planejant publicar el primer episodi, sobre gener del 2009, aquesta data podria canviar al segon trimestre financer (febrer-abril) depenent de la data de finalització.

#### Segon contingut descarregable
Rockstar Games va llançar el 29 d'octubre del 2009 el segon episodi de Grand Theft Auto IV, The Ballad of Gay Tony.
"Liberty City és el món de joc més vibrant que mai hem creat. L'estructura episòdica ens ha permès entrellaçar històries, jugabilitat i atmosfera d'una manera completament nova", va dir Sam Houser, fundador de Rockstar Games. "L'equip de Rockstar North s'ha superat de nou, i ha fet una cosa èpica i molt innovadora. Aquest episodi se centra en la vida nocturna d'elit, en contrast amb les bandes moteres retratades a The Lost and Damned, donant-nos un munt de noves possibilitats jugables". La història se centra en Luis López, un goril·la a temps parcial, i guàrdia de seguretat en una discoteca en Liberty City d'Anthony "Tony" Prince (més conegut com a "Gay Tony"). Igual que en Grand Theft Auto IV: The Lost and Damned, en les missions apareixeran personatges coneguts de GTA IV com Niko Bellic, Roman Bellic i Ray Bulgarin.

### Edició especial
Grand Theft Auto: Episodes From Liberty City va ser el llançament doble dels continguts descarregables en un sol disc: The Ballad of Gay Tony i The Lost and Damned, junts per primera vegada en un disc per a Xbox 360 i que no requeria una còpia de Grand Theft Auto IV per jugar. La seva data de llançament va ser el 29 d'octubre de 2009. El 13 d'abril va sortir per a Microsoft Windows i PlayStation 3 a Amèrica del Nord i el 16 d'abril a Europa.
Grand Theft Auto: The Complete Edition, inclou el joc original i els dos continguts descarregables en un disc, la seva data de llançament va ser el 26 d'octubre de 2010 als Estats Units i en altres països el 30 d'octubre de 2010 per les consoles Xbox 360 i PlayStation 3.

### Actualitzacions
Després del llançament del joc, Kotaku informà que diversos usuaris de PlayStation 3 i Xbox 360 havien denunciat problemes durant l'entrada de vídeo inicial del joc. En aquesta mateixa web s'assegurava que el multijugador en línia estava caigut el dia del llançament per a alguns usuaris de PlayStation 3. El 7 de maig de 2008, Rockstar publicà un pedaç per a la versió de PlayStation 3 del joc per millorar l'experiència multijugador. Segons Rockstar Games, l'actualització prevenia que els servidors de GameSpy se sobrecarreguessin i es podria reduir així l'impacte en aquests servidors que estaven causant l'alentiment en el joc. Posteriorment es van fer millores en el mode multijugador i van estar disponibles el 23 de juny del 2008. El 27 d'octubre del 2008, Rockstar Games va llançar una actualització que agregava suport per als "Trofeus" en la versió de PlayStation 3. Com els "Èxits" a Xbox 360, els "Trofeus" podien ser desbloquejats completant certes tasques úniques. El 15 de novembre de 2008, un altre pedaç (1.04) va ser llançat per a la versió de PlayStation 3. El 13 de desembre de 2008, un pedaç (1.0.1.0) va ser llançat per la versió del joc en Microsoft Windows. Aquest pedaç permetia el suport per DirectInput, possibilitant l'ús de controls a part de Microsoft. El 24 de gener de 2009, va ser llançat un altre pedaç (1.0.2.0) per a la versió del joc en Microsoft Windows. Arreglava molts problemes gràfics i de rendiment, així com corregia problemes creats pel primer pedaç. El 21 de març de 2009, un altre pedaç (1.0.3.0) va ser llançat per a la versió del joc en Microsoft Windows. El 19 de juny de 2009, Rockstar Games va llançar el quart pedaç (1.0.4.0) per a la versió del joc en Microsoft Windows. Aquesta actualització servia per preparar el joc per a la propera gran actualització i Rockstar Toronto la va qualificar com una "actualització de manteniment". El 10 de novembre de 2009, Rockstar Games va llançar el cinquè pedaç (1.0.0.4) per a la versió del joc en Microsoft Windows. Corregia alguns errors menors, millorava l'assignació de teclat i afegia els cinc "Èxits" de Grand Theft Auto IV: The Lost and Damned. El 23 de març de 2010, un pedaç (1.06) va ser llançat per a la versió de PlayStation 3. La música de la introducció va ser lleugerament modificada per començar després dels trofeus d'obertura. En preparació per al contingut descarregable, es van afegir els trofeus de The Lost and Damned i The Ballad of Gay Tony. Les opcions per multijugador en línia van ser completament reordenades. Es van arreglar errors del mode multijugador. El 13 d'abril de 2010, Rockstar va llançar el pedaç 1.0.6.0 per a la versió Microsoft Windows. Aquesta versió esborra l'aplicació de Rockstar Games Social Club, ja que no era necessària per executar el joc, millora la qualitat de les ombres i el rendiment, la seguretat del multijugador contra els furoners i trucs, suport als continguts descarregables i corregeix diversos errors més. El 28 de maig de 2010, Rockstar va llançar el pedaç 1.0.7.0 per a la versió Microsoft Windows. Aquesta versió arregla nous errors del joc.

### Versió per a Windows
El 6 d'agost del 2008, Rockstar anuncià que una versió per a Microsoft Windows estava en desenvolupament per Rockstar North i Rockstar Toronto. El joc va ser anunciat originalment per a la venda a Amèrica del Nord el 18 de novembre del 2008 i a Europa el 21 de novembre de 2008, però més tard s'enrederí un cop més al 2 i 3 de desembre de 2008, respectivament.
Compta amb característiques ampliades, incloent un control de la densitat del trànsit, configuracions de distància de dibuixat i un editor de repeticions. L'editor de repetició permet als jugadors gravar i editar clips de joc que poden ser pujats a Rockstar Games Social Club. S'utilitza Games for Windows - Live per al joc en línia amb suport per fins a 32 jugadors en el mode multijugador. A més a més s'utilitza una protecció per mitjà de SecuROM i cal una activació en línia per poder jugar.
La versió per a Windows va ser elogiada pels seus gràfics millorats en comparació amb les versions per videoconsoles, però d'altra banda hi va haver informes de molts clients que no van poder jugar a causa de la incompatibilitat amb controladors d'ATI Radeon, cap suport per SLI, problemes amb el DRM, i altres problemes no solucionats, com el requeriment de Windows XP Service Pack 3/Windows Vista Service Pack 1. Hi va haver una sèrie de denúncies perquè el joc no es podia instal·lar a causa que els jugadors no poden instal·lar Vista SP1 en els seus ordinadors. Es van presentar també múltiples errors del programari així com els errors que es van anar reportant. Bit-Tech va anar tant lluny com per anomenar la versió de PC com el quart joc "més decebedor" del 2008.

## Recepció
Grand Theft Auto IV ha rebut l'aclamació gairebé unànime de la crítica. En l'agregador d'anàlisi MobyGames, Grand Theft Auto IV és un dels jocs amb més puntuació de tots; a TopTenReviews i GameRankings, és el segon millor puntuat de tots, darrere de Super Mario Galaxy i The Legend of Zelda: Ocarina of Time, respectivament. En arribar la seva data de llançament, a la majoria de les publicacions no se'ls van enviar còpies del joc. En canvi, els crítics van haver de jugar el joc en les oficines de Rockstar o en sales d'hotels reservades.
El número de maig del 2008 de la Revista Oficial Xbox al Regne Unit va publicar la primera crítica a Grand Theft Auto IV, atorgant-li la puntuació màxima, 10/10. La revista també va declarar que el joc és "un món increïblement real; impressionants escenes d'acció, una història realment fascinant, i una mode multijugador molt entretingut", en definitiva, un joc "enorme en tots els aspectes". La Revista Oficial PlayStation al Regne Unit també va concedir la màxima nota a GTA IV, 10/10, en el seu número de maig de 2008, descrivint el videojoc com "una obra mestra que millora a tots els anteriors GTA". Xbox World 360, per la seva part, va donar una puntuació del 98%, la màxima que han atorgat a un videojoc, i en la seva crítica assegurà que GTA IV oferia "tot el que podíem esperar i increïblement més". GameSpot va donar un 10/10, fent de GTA IV el primer joc al qual atorguen aquesta puntuació des del 2001. En la seva review, GameSpot qualifica GTA IV com "fascinant", amb un "gran nombre de característiques en línia" i finalitza assegurant que GTA IV és "el millor de la sèrie Grand Theft Auto".
Hilary Goldstein d'IGN va donar un resultat final al joc de 10/10, aconseguint, a més, un 10 en tots els aspectes individuals: presentació, so, gràfics, jugabilitat i atractiu final. GTA IV va ser el primer videojoc en la història d'aquesta publicació en rebre un 10 en tots els apartats. Goldstein es va referir al videojoc "com un gran salt endavant pel que fa a Grand Theft Auto III, tot i que en formes més subtils", i va dir que "estableix un nou punt de referència per a la resta de jocs", ja que no hi ha "ni un sol punt feble". L'única crítica negativa va ser per "els ocasionals errors en el sistema de cobertes" dels edificis mentre se circula a gran velocitat, però finalitzant amb un aclariment: "No solem donar 'deus' normalment, només als jocs que han fet mèrits per aconseguir-ho".
El diari britànic Daily Star va donar una crítica positiva: "Aquest podria ser el títol definitiu, un que sigui recordat en anys futurs com el més destacat de l'era". El New York Times va escriure una revisió favorable, descrivint-ho com una "violenta, intel·ligent, profana, simpàtica, detestable, astuta i rica de textura, i un treball absolutament poderós d'una sàtira cultural disfressada de diversió". La revista cinematogràfica Empire qualificà GTA IV amb la seva màxima nota, 5/5, en la seva secció de crítica de videojocs.
El portal on-line de videojocs Meristation qualificà GTA IV d'"obra mestra" i va atorgar un 10 al joc protagonitzat per Niko Bellic, afegint que "és un exercici de superació impressionant, l'obstinació d'un equip que va inventar un gènere per fer-lo més gran i millor. Quan Rockstar Games parla, els altres callen". Acaba concloent que "no vol dir que sigui perfecte, encara que no ho és per molt poc". Segons la seva opinió, els únics defectes són "algunes imperfeccions en la detecció de col·lisions".
El videojoc va aconseguir els premis de "Joc de l'Any" i "Millor Joc d'Acció/Aventura" a la gala dels premis Spike Video Game Awards de 2008. L'actor Michael Hollick també va aconseguir el premi a la "Millor Interpretació Masculina" pel seu paper com Niko Bellic.

### Èxit comercial
Les accions de Take-Two Interactive es van revaloritzar un 3,4% després de les crítiques positives del videojoc. Scott Hillis, de Reuters, va dir que les vendes del joc durant la primera setmana arribarien als 400 milions de dòlars. Alguns observadors van suggerir que l'èxit de GTA IV podria perjudicar l'estrena d'Iron Man, el 2 de maig del 2008, establint un precedent en què els estudis de cinema començarien a buscar dates lliures de llançament de videojocs per comprovar si hi ha conflictes d'aquest tipus. Matt Richtel, de The New York Times, esperava del nou títol de la sèrie que "sigui un dels debuts més grans en la història dels videojocs" i va dir que esperava que el videojoc vengués 5 milions de còpies en les dues primeres setmanes. L'analista Michael Pachtas va preveure que el joc vendria d'11 a 13 milions d'unitats per a finals del 2008. Pachter també esperava que Grand Theft Auto IV representés el 3,2% de totes les vendes de programari a Europa i Estats Units per a 2008 i situés les vendes finals a 16-19 milions de còpies. Take-Two invertí en GTA IV al voltant de 65 milions d'euros i, en només una setmana, el videojoc li va reportar prop de 323 milions d'euros, guanys que van superar a les de la majoria d'estrenes cinematogràfiques d'aquest moment.

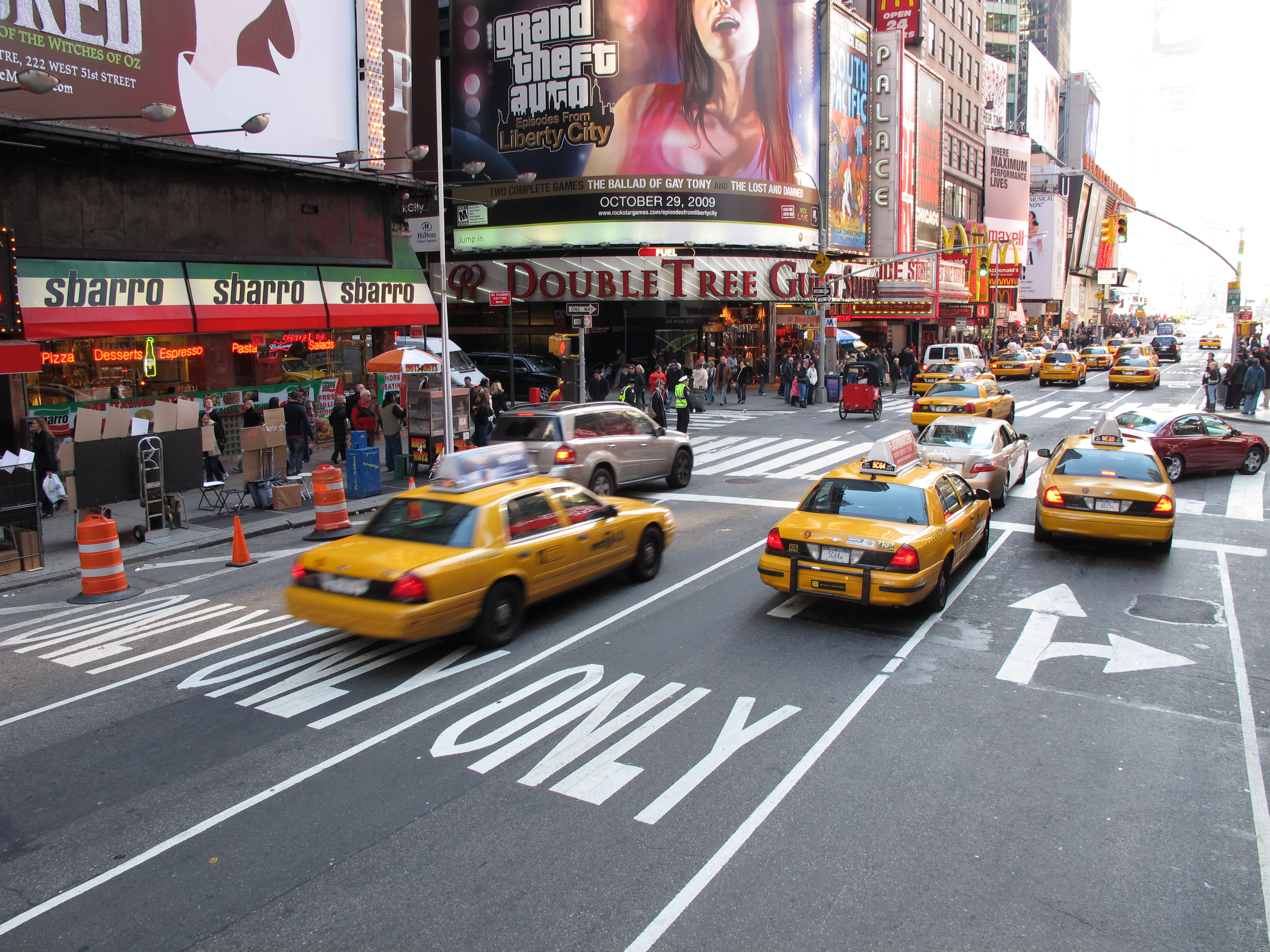
Els taxis a Liberty City transporten el jugador ràpidament a qualsevol lloc del mapa. A la imatge, taxis a Manhattan similars als del videojoc davant d'un cartell promocional de Grand Theft Auto: Episodes From Liberty City.

Després del llançament, Grand Theft Auto IV va aconseguir dos rècords de vendes: el de videojoc més venut en un sol dia i el de més venut en una semana. El videojoc va despatxar més de 3,6 milions de còpies en el seu primer dia disponible, mentre que en la seva primera setmana el títol de Rockstar va vendre 6 milions d'unitats, uns 500 milions de dòlars en vendes. Al Regne Unit, el joc va vendre 631.000 còpies en el primer dia a la venda, convertint-se en el joc venut més ràpidament en la història del país, d'acord amb Chart-Track. L'anterior rècord en les illes britàniques l'ostentava Grand Theft Auto: San Andreas, amb 501.000 jocs venuts en el primer día. Durant els primers cinc dies, el joc va despatxar 1,85 milions de còpies per a Xbox 360 i un milió per a PlayStation 3 en els Estats Units, segons les dades de NPD Group, al Regne Unit la versió per a Xbox 360 va vendre 514.000 videojocs i en PlayStation 3 va aconseguir 413.000 unitats, segons dades facilitades per Chart-Track. Grand Theft Auto IV és el cinquè videojoc més venut en la història de Xbox 360 i el vuitè en PlayStation 3 als Estats Units. La versió de Xbox 360 va aconseguir, en total, 3,29 milions de còpies venudes, mentre que PlayStation 3 va vendre 1.890.000, donant unes vendes combinades totals de 5,18 milions de còpies el 2008 només als Estats Units. GameStop i EB Games van assegurar que GTA IV va liderar el rànquing de vendes en la seva franquícia de Puerto Rico, que va ocupar el número 1 pel que fa a vendes i reserves. Fins i tot, van arribar a obrir-se botigues d'aquestes franquícies a mitjanit per continuar venent el videojoc.
El 13 de maig del 2008, Grand Theft Auto IV va trencar el Record Guiness al "Videojoc més venut en 24 hores" i el de "Major benefici generat per un producte d'entreteniment en 24 hores". Va aconseguir vendre 3,6 milions de còpies en un sol dia, el que equivaldria a 310 milions de dòlars de benefici. GTA IV li va prendre el títol del videojoc més venut en 24 hores a Halo 3, amb 170 milions de dòlars de benefici.
El 31 de maig del 2008, el joc ja havia venut al voltant d'11 milions de còpies a minoristes i 8,5 milions als consumidors, d'acord amb Take-Two Interactive. Segons NPD Group i GfK Chart-Track, el videojoc ha venut 4.711.000 còpies als Estats Units per 1.582.000 al Regne Unit, la qual cosa sumava un total de 6.293.000 còpies a 1 d'agost del 2008. El 16 d'agost d'aquest mateix any, el videojoc havia venut al voltant de 10 milions de còpies als consumidors, segons Take-Two Interactive. En els seus primers quatre dies de disponibilitat al Japó, GTA IV va vendre 133.000 còpies en PlayStation 3 i 34.000 en Xbox 360, segons dades de Media Create.
Les vendes aconseguides en la versió Windows van ser considerablement menys reeixides. Segons NPD Group, el videojoc va debutar en el lloc número 7 de la seva top deu semanal. Una setmana més tard, el videojoc de Rockstar va desaparèixer per complet del top ten publicat per NPD Group.
La distribuïdora del joc, Take-Two, va anunciar el 9 de juny del 2010 que Grand Theft Auto IV havia superat els 17 milions de còpies venudes a tot el món dos anys després del seu llançament, xifra que reunia les vendes aconseguides tant en PlayStation 3 com en Xbox 360. No obstant això, no es va precisar que les vendes del títol en PC fossin incloses en el total.

## Controvèrsies
Abans i després del llançament de Grand Theft Auto IV, el videojoc ha estat l'epicentre d'una gran quantitat de polèmiques. L'han criticat personatges públics com George Galloway, Jack Thompson o Hillary Clinton, així com organitzacions entre les quals s'inclouen els funcionaris de Nova York i Mothers Against Drunk Driving (MADD).
La versió del GTA IV llançada a Austràlia i Nova Zelanda va ser editada per eliminar aquells continguts que no s'adequaven als sistemes de classificació australians. No obstant això, el joc va tornar a ser presentat a la OFLC de Nova Zelanda per Stan Calif, un estudiant de 21 anys que va quedar insatisfet per l'arribada del videojoc en mode editat a conseqüència de les lleis de censura australianes. La versió sense censurar va rebre, posteriorment, la qualificació de R18 (per a majors de 18 anys) a Nova Zelanda. Es va informar que la versió per a PC de GTA IV llançada a Austràlia va resultar ser una versió sense censurar, idèntica a la d'altres llançaments internacionals, però va rebre la qualificació MA15+.
Tot i la perfecció tècnica del GTA IV, l'anàlisi realitzat pel lloc especialitzat Common Sense Media va ser clar: "una anàlisi ètic i educatiu fa desaconsellable usar-lo (i no només a menors de 18 anys). Llenguatge i situacions immorals, violència extrema, comportaments antisocials i perversió sexual són constants durant tot el joc". El primer episodi descarregable, The Lost And Damned, incloïa una breu escena de nu frontal masculí, poc comú en videojocs.
Hi va haver diversos crims al Regne Unit i als Estats Units perpetrats contra civils basats en Grand Theft Auto IV, així com contra diversos empleats de botigues que venien el videojoc. Un d'aquests incidents va tenir lloc prop d'un Gamestation a Croydon, Londres, entre dos grups de gent mentre sortien d'un bar proper i que van provocar el pànic. Sis adolescents van ser arrestats el juny del 2008 després d'assaltar i robar a diverses persones a New Hyde Park, Nova York. La policia va informar que els joves asseguraven estar "inspirats" per Grand Theft Auto IV.
D'altra banda, Take-Two es va veure embolicat en una polèmica amb l'Autoritat de Trànsit de Chicago el maig del 2008, ja que els cartells promocionals del videojoc van ser retirats de la ciutat pel fet que la ciutat havia registrat una important onada de crims en els dies previs. Les autoritats van considerar que no era adequat promocionar aquest videojoc en aquest moment, tot i que van signar un acord amb Take-Two per valor de 300.000 dòlars i que la productora es va encarregar de dur-ho a judici. A Veneçuela, l'Assemblea Nacional va promulgar una llei l'agost del 2009 per prohibir videojocs violents i joguines amb evocació bèl·lica. Grand Theft Auto IV va ser esmentat pels membres del partit Pàtria per a Tots (PPT), com un videojoc que "promou la violència i a més insensibilitza el jugador enfront de la violència real".
A Tailàndia el videojoc va ser retirat el 18 d'agost del 2008 després conèixer-se l'assassinat d'un taxista a mans d'un jove que volia comprovar si robar un taxi i matar el seu xofer era tan fàcil com fer-ho en el videojoc. L'assassí va admetre ser un admirador del videojoc, la qual cosa va ser suficient perquè les autoritats tailandeses culpessin a Grand Theft Auto IV i procedissin a retirar el joc del mercat. Arran d'aquest succés, a Catalunya van sorgir les primeres crítiques quan la Federació Catalana de Taxi va exigir a les institucions governamentals la retirada immediata del títol de Rockstar Games.